# El regal de la Molly Monstre
El regal de la Molly Monstre (originalment, Ted Sieger's Molly Monster - Der Kinofilm) és una pel·lícula d'animació dels directors Ted Sieger, Matthias Bruhn i Michael Ekbladh de l'any 2015 i que es va estrenar als cinemes de Catalunya, doblada al català, el 20 de gener de 2017. La seva distribució va anar a càrrec de la distribuïdora Pack Màgic. Aquesta pel·lícula és una coproducció alemanya-sueca-suïssa de 70 minuts de durada i adreçada a nens i nenes a partir de 3 anys. Aquesta pel·lícula ha estat premiada al Shanghai IFF 2016, al Golden Goblet Award a la Categoria Animació i nominada al "Director Of The Year" al Cartoon Movie.

## Argument
La Molly Monstre és l'única filla d'en Popo i l'Etna Monstre. La Molly viu amb il·lusió l'arribada d'un nou membre de la família. Els seus pares inicien el viatge a l'Illa de l'Ou, on neixen tots els monstres, amb l'ou que conté el seu futur germà. La petita Molly s'adona que s'han deixat un regal important que tenia preparat per regalar-li i inicia també el viatge amb el seu millor amic Edison, una joguina de corda que té vida pròpia, a la recerca de la seva família.